# Helge Hagerup

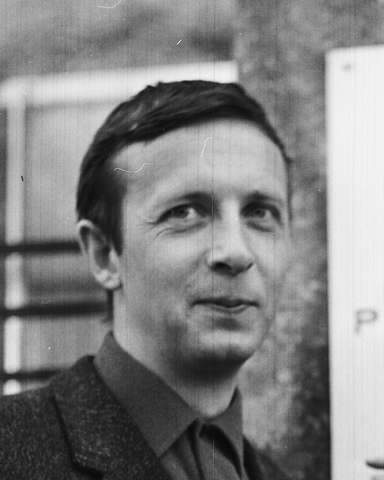
Helge Hagerup

Helge Hagerup [hˈelgə ˈhɑːgəɾʉp] (* 21. April 1933 in Trondheim; † 12. August 2008) war ein norwegischer Schriftsteller, Dichter und Dramatiker.

## Leben
Hagerup war der Sohn der Lyrikerin Inger Hagerup und ein Bruder des Schriftstellers Klaus Hagerup. Sein literarisches Debüt war die Sammlung von Kurzgeschichten Vi fem i annen etasje, die 1949 erschien. Bekannt wurde er vor allem als Dramatiker. Seine Stücke Løfter om kjærlighet (1960), Superboy (1968) und Camp (1976) wurden neben anderen am Nationaltheatret in Oslo aufgeführt. 1973 wurde Helge Hagerup für sein Hörspiel Den dagen du aldri skal glemme mit dem Prix Italia ausgezeichnet. Er verfasste auch Krimis, die Sammlung Hvorfor skrek morderen? erschien 1982.

## Veröffentlichungen
- Til stjerner skal vi bli diktsamling (1989)
- Døden gir ingen ro (1989)
- Selvportrett i feber (1987)
- Napoleons død (1987)
- Insektjegeren (1986)
- Før finalen (1986)
- Vennlig hilsen Lucifer (1985)
- I Bilbaria (1985)
- Drømmen om Bari-Bari (1984)
- Hvorfor smilte ikke Gunder Pedersen? (1983)
- Hevnens engler og Kaptein Død (1983)
- Hvorfor skrek morderen (1982)
- Drømmeverdenen (1981)
- Camp (1979)
- En fortelling fra virkeligheten (1977)
- Vokt dem for hunden (medforfattar) (1972)
- Turistene (1968)
- Superboy (1968)
- Katteslottet (1967)
- Femti år for bilen (1966)
- Mannen fra i går (1962)
- Løfter om kjærlighet (1960)
- Et stikk i hjertet (1958)
- Reise i tiden (1957)
- Vi fem i annen etasje (1949)